# Chabris
Chabris település Franciaországban, Indre megyében. Lakosainak száma 2762 fő (2022. január 1.). Chabris Dun-le-Poëlier, Menetou-sur-Nahon, Sembleçay, Val-Fouzon, La Vernelle, La Chapelle-Montmartin, Gièvres és Selles-sur-Cher községekkel határos.

## Népesség
A település népességének változása:
| Lakosok száma | 2493 | 2589 | 2672 | 2729 | 2731 | 2737 | 2750 | 2763 | 2762 | 2762 |
|               | 1968 | 1982 | 1990 | 2006 | 2013 | 2015 | 2017 | 2019 | 2020 | 2022 |